# Hexenhaus (EP)
Hexenhaus. 10 Jahre „Thüringer Mord und Totschlag“ bzw. Hexenhaus. 10 Jahre „Tod aus Thüringen“ ist eine 2005 erschienene Veröffentlichung zum zehnten Jubiläum der Band Eisregen und besteht aus einer Mini-CD und einer DVD.

## Über die CD
Ursprünglich war geplant, am Ende des Jahres 2005 das abschließende Album Menschenmaterial zu veröffentlichen, jedoch kam die Idee, vorher eine Jubiläums-CD zu produzieren, die unter anderem als Zeitlückenfüller gilt.
Die CD besteht aus acht Liedern, darunter fünf neue Lieder, eine Coverversion des Liedes „Lili Marleen“ und zwei Neuinterpretationen der Stücke „In der Grube“ und „T.H.Ü.R.I.N.G.E.N.“.
Im Booklet sind neben einigen (jedoch nicht allen) Liedtexten auch Fotos aus den zehn Bestehungsjahren der Band, eine kurze Rekapitulation der Bandgeschichte und kurze Kommentare zu den einzelnen Liedern enthalten.

## Über die DVD
Die zweistündige DVD zeigt in erster Linie das Musikvideo des neuen Liedes „elektro-Hexe“, welches von Jalaludin Trautmann gedreht wurde. Dazu bietet sie ein ausführliches und sich über etwa eine Stunde erstreckendes Making-of, das von mehreren Mitgliedern der Produktion gedreht und aus Zeitmangel zum größten Teil unbearbeitet auf die DVD gebannt wurde.
Außerdem zeigt sie Aufnahmen vom Studio „Klangschmiede Studio E“ und einige Interviews mit den Bandmitgliedern.
Auch ein bei der Releaseparty gedrehtes Video wird aufgeführt, bei dem man Bilder eines Liveauftritts und wieder einige Interviews zu sehen bekommt.

## Titelliste
1. elektro-Hexe – 3:17
2. Kaltwassergrab – 4:29
3. in der Grube 2005 – 3:21
4. 1000 tote Nutten – 6:06
5. Lili Marleen – 4:11
6. Westwärts – 5:08
7. Thüringen 2005 – 4:55
8. die wahre elektro-Hexe – 3:40

## Hintergrund
- Die elektro-Hexe ist kein komplett neues Lied, da es bereits vor dem Erscheinen des Hexenhauses auf einem Konzert gespielt wurde und erst später eine Studio-Aufnahme gemacht wurde.
- Das Lied „Thüringen 2005“ ist eine Neuinterpretation des Liedes „T.H.Ü.R.I.N.G.E.N.“, das ursprünglich auf dem Album Krebskolonie enthalten war.
- Auf ihrem 2024 veröffentlichten Album Abart nahm man elektro Hexe neu auf und verpasste dem Song, mit den Titeln Die Rückkehr der Elektro Hexe und Elektro Baba Yaga, einen sozialkritischen Text.[1]